# Andrena ahenea
Andrena ahenea är en biart som beskrevs av Morawitz 1876. Andrena ahenea ingår i släktet sandbin, och familjen grävbin. Inga underarter finns listade i Catalogue of Life.